# Pyrola tschanbaischanica
Pyrola tschanbaischanica är en ljungväxtart som beskrevs av Yi Liang Chou och Y. L. Chang. Pyrola tschanbaischanica ingår i släktet pyrolor, och familjen ljungväxter. Inga underarter finns listade i Catalogue of Life.